# アデニンデアミナーゼ
アデニンデアミナーゼ(adenine deaminase, EC 3.5.4.2)は、以下の化学反応を触媒する酵素である。
アデニン + 水 {\displaystyle \rightleftharpoons } ヒポキサンチン + アンモニア
従って、この酵素の2つの基質は、アデニンと水、一方、2つの生成物は、ヒポキサンチンとアンモニアである。
この酵素は、加水分解酵素の中で、ペプチド結合以外の炭素-窒素結合、特に環状アミドに作用するものとして分類される。系統名は、アデニンアミノヒドロラーゼ(adenine aminohydrolase)である。プリン代謝に関与している。

## 構造
2007年末時点で、三次構造が1つだけ解明されている。蛋白質構造データバンクのコードは、2ICSである。